# 都兰寺
都兰寺，位于中国青海省海西蒙古族藏族自治州乌兰县铜普乡，1988年6月8日公布为乌兰县文物保护单位，2013年4月12日公布为第九批青海省文物保护单位。